# Debbie Stabenow
Deborah Ann "Debbie" Stabenow (ur. 29 kwietnia 1950 w Gladwin) – amerykańska polityk, senator ze stanu Michigan (wybrana w 2000 i ponownie w 2006), członkini Partii Demokratycznej.
Zdobyła drugą kadencję w wyborach, które odbyły się 7 listopada 2006.  Jej przeciwnikiem z Partii Republikańskiej był Mike Bouchard.
Wcześniej, w latach 1997–2001 była przedstawicielką stanu Michigan w Izbie Reprezentantów Stanów Zjednoczonych.